# Adam Smelczyński

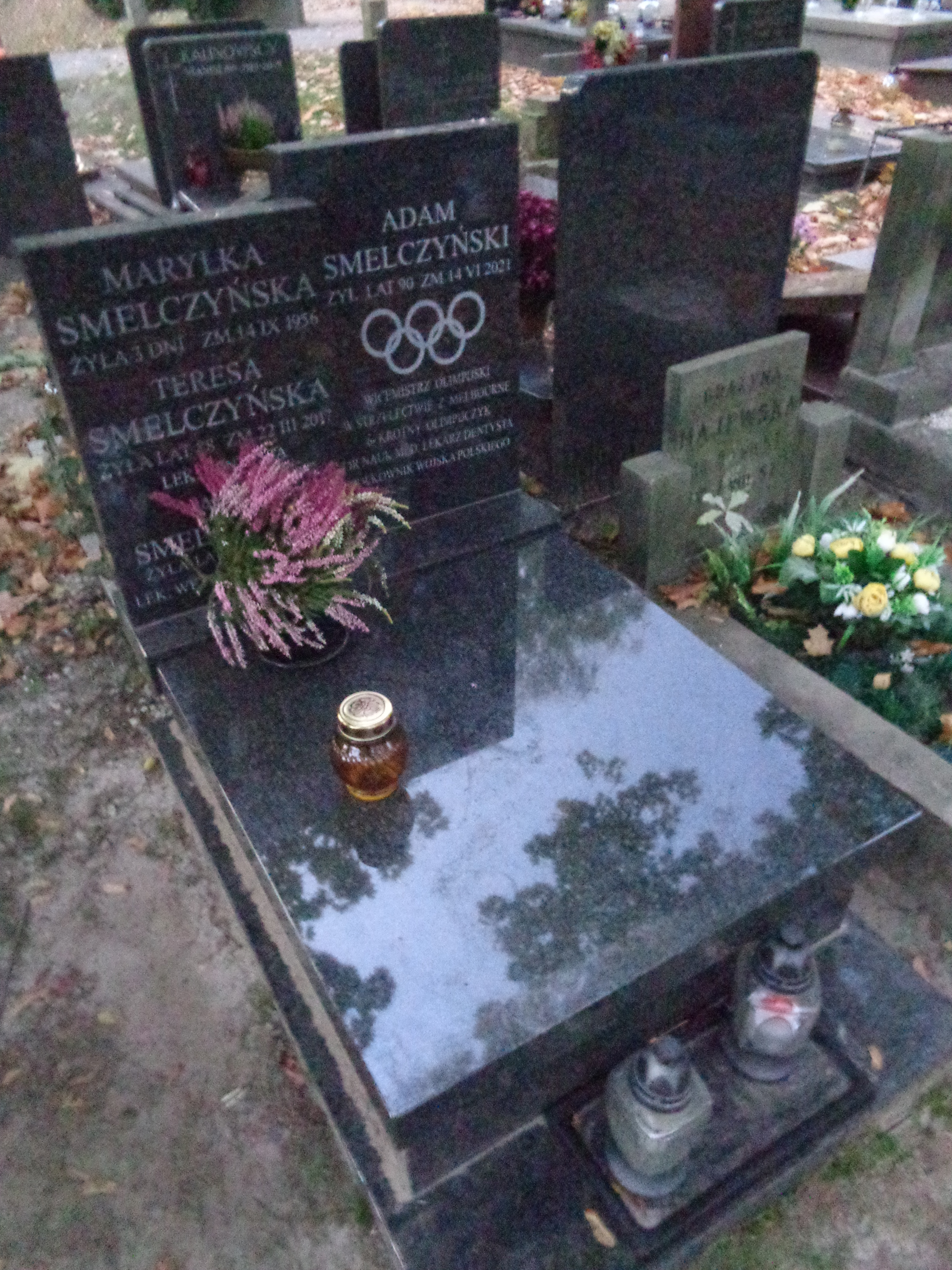
Grób Adama Smelczyńskiego na Cmentarzu Wojskowym na Powązkach

Adam Smelczyński (ur. 14 września 1930 w Częstochowie, zm. 14 czerwca 2021) – polski strzelec, srebrny medalista olimpijski, sześciokrotny olimpijczyk.

## Życiorys
Startował w konkurencji strzelania do rzutków „trap”. Sześć razy brał w niej udział w igrzyskach olimpijskich. Największy sukces odniósł w swym pierwszym starcie w Melbourne 1956, kiedy zdobył srebrny medal. Później zajmował kolejno: Rzym 1960 – 7. miejsce; Tokio 1964 – 32. miejsce; Meksyk 1968 – 6. miejsce; Monachium 1972 – 11. miejsce i Montreal 1976 – 6. miejsce.
Był także brązowym medalistą mistrzostw świata w Bolonii w 1967. Dwa razy zdobywał mistrzostwo Europy: w Madrycie w 1972 i w Brnie w 1976. Dwukrotnie był brązowym medalistą mistrzostw Europy w konkurencji indywidualnej: w Antibes w 1974 i w Wiedniu w 1975. Był również trzykrotnym medalistą mistrzostw Europy w drużynie: srebrnym w Bolonii w 1964 i w Madrycie w 1972 oraz brązowym w Bukareszcie w 1955.
Dwanaście razy zdobywał mistrzostwo Polski: w 1956, 1958, 1959, 1960, 1962, 1963, 1966, 1967, 1968, 1970, 1971 i 1976.
W marcu 2013 na Uniwersytecie Jagiellońskim w Krakowie otrzymał Medal „Kalos Kagathos".
Z wykształcenia był lekarzem stomatologiem.
W 1998 został odznaczony Krzyżem Oficerskim Orderu Odrodzenia Polski.